# Sueño electro I
 Sueño Electro I  es el cuarto álbum de estudio de la banda mexicana Synth-Pop Belanova. Fue anunciado originalmente a través de la página oficial de la banda de Twitter, junto con un logo de la banda rediseñado y la imagen de arte conceptual. En una entrevista con la banda a principios de octubre, confirmó que la fecha de lanzamiento sería el 25 de octubre en México y los Estados Unidos, aunque llegó a estar disponible a partir del 23 de octubre en algunas zonas de México. En la misma entrevista, el bajista Richie Arreola confirmó que el álbum es la primera mitad de un álbum doble. La banda más tarde comentó que Sueño Electro II se grabó simultáneamente con el primero.
La banda reveló que habría una amplia gama de estilos musicales presentes en todo el álbum, incluyendo retrocesos al pasado de Fantasía Pop y Cócktail, así igual nuevos sonidos como cuernos franceses y una orquesta de cuerdas. El primer sencillo, "Nada de más", fue lanzado el 2 de agosto de 2010, teniendo un éxito moderado en las listas de música superior. La canción "Tic-Toc" se filtró en línea un mes antes del lanzamiento del álbum, con un sonido electrónico muy diferente de la banda, así como letras en Inglés. Fue muy bien recibida. En diciembre de 2010, diversas fuentes informaron de que el segundo sencillo será "No me voy a morir", después de que Universal México había subido la canción en su página oficial de YouTube. Belanova subido un video casero de "Pow Pow" en su página web oficial.

## Lista de canciones
| #   | Título                                                               |      |
| --- | -------------------------------------------------------------------- | ---- |
| 1.  | "Sólo Para Mí" (D. Guerrero, R. Arreola, E. Huerta)                  | 3:33 |
| 2.  | "Chica Robot" (D. Guerrero, R. Arreola, E. Huerta)                   | 3:23 |
| 3.  | "Nada De Más" (D. Guerrero, R. Arreola, E. Huerta)                   | 3:37 |
| 4.  | "No Me Voy A Morir" (D. Guerrero, R. Arreola, E. Huerta)             | 4:03 |
| 5.  | "Y Mi Corazón..." (Jorge Esquer, D. Guerrero, R. Arreola, E. Huerta) | 3:22 |
| 6.  | "Pow Pow" (D. Guerrero, R. Arreola, E. Huerta)                       | 3:11 |
| 7.  | "Tic Toc" (D. Guerrero, R. Arreola, E. Huerta)                       | 4:15 |
| 8.  | "Hoy Desperté" (D. Guerrero, R. Arreola, E. Huerta)                  | 3:59 |
| 9.  | "Necio" (D. Guerrero, R. Arreola, E. Huerta)                         | 4:05 |
| 10. | "Tú Y Yo" (D. Guerrero, R. Arreola, E. Huerta)                       | 3:26 |

## Sencillos
1."Nada De Más" es el primer sencillo de la producción Sueño Electro I de Belanova.El sencillo se estrenó el lunes 2 de agosto de 2010 en todas las estaciones de radio y está disponible para descarga digital.
2.'"No Me Voy A Morir" es el segundo sencillo de Belanova de su cuarto álbum de estudio Sueño Electro I. La canción fue anunciada como sencillo, el 8 de diciembre de 2010, cuando Universal México, la subió a su perfil de Youtube. Debutó en la radio ese mismo mes y fue lanzada en formato digital el 11 de enero de 2011. Esta canción marca el inicio en que el grupo usa Orquesta en su trabajo.

## Listas
El 4 de noviembre, Sueño Electro hizo su debut en el número 9 del Billboard Top Latin Albums Chart y en el número 5 en las listas Latin Pop Albums. El álbum debutó en el número 6 en el Top 100 de AMPROFON México, y el número 5 en su listado en español.
| Chart (2010/2011)               | Peak Position |
| ------------------------------- | ------------- |
| U.S. Billboard Top Latin Albums | 9             |